# Lightsaber (bài hát)
"Lightsaber" là một đĩa đơn được thu âm bởi nhóm nhạc nam Hàn Quốc EXO đánh dấu sự hợp tác của họ với Star Wars. Phiên bản tiếng Hàn được phát hành bởi SM Entertainment vào ngày 11 tháng 11 năm 2015. Bài hát đã được công bố là một ca khúc thêm vào cho EP thứ tư của nhóm Sing for You. Nó được phát hành bằng cả tiếng Hàn và Tiếng Trung vào ngày 10 tháng 12 năm 2015 cùng với EP. Đĩa đơn sau đó được phát hành bằng tiếng Nhật vào ngày 17 tháng 12 năm 2015 bởi Avex Trax.

## Bối cảnh và phát hành
Vào ngày 4 tháng 11 năm 2015, EXO đã được thông báo sẽ phát hành "Lightsaber" là một bài hát quảng bá cho bộ phim Star Wars: The Force Awakens ở Hàn Quốc, cũng như là một phần của dự án hợp tác giữa SM Entertainment và Walt Disney. Video teaser cho bài hát đã được phát hành vào ngày 8 tháng 11, tiếp theo là video âm nhạc và phát hành kỹ thuật số vào ngày 11 tháng 11. "Lightsaber" sau đó đã thông báo được đưa vào Sing for You như một bài hát thêm vào ngày 7 tháng 12. Bài hát nói về một chàng trai là "phao cứu sinh" của cô gái và là "thanh kiếm ánh sáng" của cô ấy và đưa cô ấy ra khỏi bóng tối.

## Video âm nhạc
Video âm nhạc của "Lightsaber" chỉ bao gồm ba thành viên của nhóm Baekhyun, Kai và Sehun, các thành viên được nhìn thấy đang ở trong mộ Star Wars- nơi các câu lạc bộ là "Jedi Only" và họ mang theo những thanh kiếm ánh sáng.

## Trình diễn trực tiếp
EXO đã trình diễn bài hát lần đầu tiên tại Mnet Asian Music Awards lần thứ 17. Nhóm sau đó đã biểu diễn bài hát trong các buổi hòa nhạc của họ.

## Phản hồi
Bài hát đạt vị trí thứ 9 trên Gaon Digital Chart, thứ 84 trên Billboard Japan Hot 100, và số 3 trên Billboard World Digital Songs.

## Bảng xếp hạng
| Bảng xếp hạng (2016)                 | Thứ hạng cao nhất |
| ------------------------------------ | ----------------- |
| South Korean singles (Gaon)          | 9                 |
| Japanese Hot 100 singles (Billboard) | 84                |
| US World Digital Songs (Billboard)   | 3                 |

| Bảng xếp hạng (2016)        | Thứ hạng cao nhất |
| --------------------------- | ----------------- |
| South Korean singles (Gaon) | 44                |

## Doanh số
| Khu vực         | Doanh số |
| --------------- | -------- |
| Hàn Quốc (Gaon) | 242,162  |